# Open de Nice Côte d'Azur 2010
Open de Nice Côte d'Azur 2010 — тенісний турнір, що проходив на ґрунтових кортах у місті Ніцца, Франція з 17 травня . Належав до категорії ATP World Tour 250.

## Фінальна частина

### Одиночний розряд
Рішар Гаске —  Фернандо Вердаско 6–3, 5–7, 7–6(7–5)

### Парний розряд
Марсело Мело /  Бруно Соарес —  Роган Бопанна /  Айсам-уль-Хак Куреші 1–6, 6–3, [10–5]